# Пјединолфи (Латина)
Пјединолфи је насеље у Италији у округу Латина, региону Лацио.
Према процени из 2011. у насељу је живело 28 становника. Насеље се налази на надморској висини од 15 м.